# 苏瓦尼奥勒
苏瓦尼奥勒（法語：Soignolles，法語發音：[swaɲɔl] ⓘ）是法国卡尔瓦多斯省的一个市镇，属于卡昂区。

## 地理
苏瓦尼奥勒（49°1'45"N, 0°12'36"W）面积5.77 平方千米，位于法国诺曼底大区卡爾瓦多斯省，该省份为法国西北部沿海省份，北濒大西洋英吉利海峡，东北与滨海塞纳省以海上边界相接，东临厄尔省，南至奧恩省，西与芒什省接壤。
与苏瓦尼奥勒接壤的市镇（或旧市镇、城区）包括：布雷特维尔勒拉贝、勒比叙鲁夫尔、科维库尔、埃特雷拉康帕涅、迈济耶尔、鲁夫尔、圣西尔万。

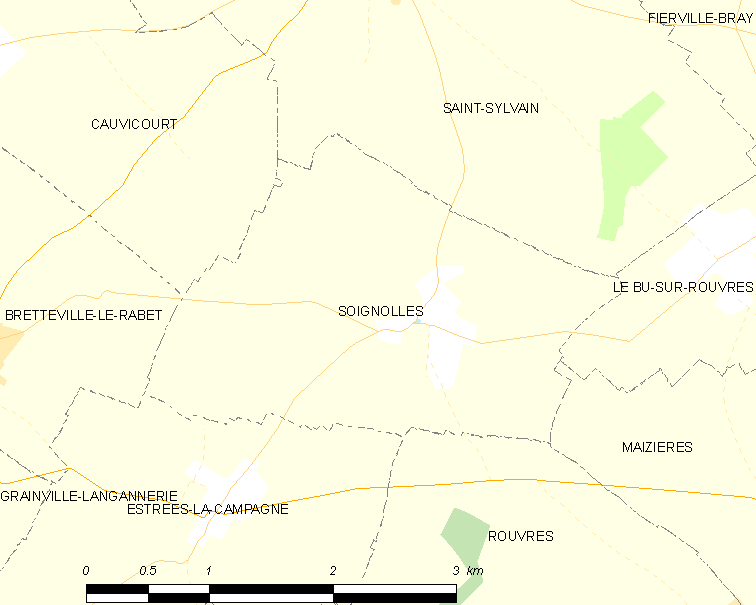
苏瓦尼奥勒的OSM定位图

苏瓦尼奥勒的时区为UTC+01:00、UTC+02:00（夏令时）。

## 行政
苏瓦尼奥勒的邮政编码为14190，INSEE市镇编码为14674。

## 政治
苏瓦尼奥勒所属的省级选区为勒奥姆县。

## 人口

1962-2008年间苏瓦尼奥勒人口变化图示

苏瓦尼奥勒于2022年1月1日时的人口数量为116人。